# Adalolf
Adalolf of Æthelwulf (ca. 893/899 – 933) was een zoon van Boudewijn II van Vlaanderen en Ælfthryth van Wessex.
Bij het overlijden van Boudewijn (918) werd deze in Vlaanderen opgevolgd door Arnulf I van Vlaanderen; het graafschap Boulogne werd toegekend aan Adalolf. Hij verkreeg ook de voogdij over de abdij van Sint-Bertinus, een kerkelijke enclave ten oosten van zijn gebied.
In 924 onderhandelde Adalolf namens Hugo de Grote een huwelijk met Eadhild, een halfzus van koning Æthelstan van Engeland. Samen met zijn broer Arnulf nam Adalolf deel aan verschillende confrontaties tussen de West-Frankische adel en Rollo. Daarom plunderde Rollo het graafschap Boulogne in 925.
Adalolf overleed op 13 november 933. Volgens de overlevering werd hij vermoord door zijn zwijnenhoeder. Hij werd begraven in de Sint-Pietersabdij (Gent). Boulogne werd overgenomen door zijn broer Arnulf, die ook de suzereiniteit over de naburige graafschappen Ternois en Montreuil verwierf. Zelf zou Arnulf opgevolgd worden door Adalolfs zoon (Boulogne) en Adalolfs kleinzoon (Vlaanderen).

## Nakomelingen
Bekende kinderen van Adadolf waren:
- Boudewijn († 962), door zijn oom Arnulf geadopteerd als zijn wettige zoon en opvolger
- Een onbekende zoon († 962), die de rechten van zijn overleden vader en broer opeiste maar sneuvelde tegen Arnulf
- Arnulf († 971), kortstondig graaf van Boulogne

## Voorouders
| Voorouders van Adalolf van Boulogne | Voorouders van Adalolf van Boulogne                                          | Voorouders van Adalolf van Boulogne                                          | Voorouders van Adalolf van Boulogne                                          | Voorouders van Adalolf van Boulogne                                          | Voorouders van Adalolf van Boulogne                                        | Voorouders van Adalolf van Boulogne                                        | Voorouders van Adalolf van Boulogne                                        | Voorouders van Adalolf van Boulogne                                        |
| ----------------------------------- | ---------------------------------------------------------------------------- | ---------------------------------------------------------------------------- | ---------------------------------------------------------------------------- | ---------------------------------------------------------------------------- | -------------------------------------------------------------------------- | -------------------------------------------------------------------------- | -------------------------------------------------------------------------- | -------------------------------------------------------------------------- |
| Overgrootouders                     | ? (–) ∞ ? (–)                                                                | ? (–) ∞ ? (–)                                                                | Karel de Kale (823–877) ∞ 842 Ermentrudis van Orléans (830–869)              | Karel de Kale (823–877) ∞ 842 Ermentrudis van Orléans (830–869)              | Æthelwulf (800–858) ∞ Osburh (810–+/-855)                                  | Æthelwulf (800–858) ∞ Osburh (810–+/-855)                                  | Æthelred Mucil (?-?) ∞ Eadburh (?-?)                                       | Æthelred Mucil (?-?) ∞ Eadburh (?-?)                                       |
| Grootouders                         | Boudewijn I van Vlaanderen (840–879) ∞ 863 Judith van West-Francië (844–870) | Boudewijn I van Vlaanderen (840–879) ∞ 863 Judith van West-Francië (844–870) | Boudewijn I van Vlaanderen (840–879) ∞ 863 Judith van West-Francië (844–870) | Boudewijn I van Vlaanderen (840–879) ∞ 863 Judith van West-Francië (844–870) | Alfred de Grote (848–899) ∞ 868 Ealhswith (852–905)                        | Alfred de Grote (848–899) ∞ 868 Ealhswith (852–905)                        | Alfred de Grote (848–899) ∞ 868 Ealhswith (852–905)                        | Alfred de Grote (848–899) ∞ 868 Ealhswith (852–905)                        |
| Ouders                              | Boudewijn II van Vlaanderen (865–918) ∞ 884 Ælfthryth van Wessex (868–929)   | Boudewijn II van Vlaanderen (865–918) ∞ 884 Ælfthryth van Wessex (868–929)   | Boudewijn II van Vlaanderen (865–918) ∞ 884 Ælfthryth van Wessex (868–929)   | Boudewijn II van Vlaanderen (865–918) ∞ 884 Ælfthryth van Wessex (868–929)   | Boudewijn II van Vlaanderen (865–918) ∞ 884 Ælfthryth van Wessex (868–929) | Boudewijn II van Vlaanderen (865–918) ∞ 884 Ælfthryth van Wessex (868–929) | Boudewijn II van Vlaanderen (865–918) ∞ 884 Ælfthryth van Wessex (868–929) | Boudewijn II van Vlaanderen (865–918) ∞ 884 Ælfthryth van Wessex (868–929) |
| Adalolf van Boulogne (–933)         |                                                                              |                                                                              |                                                                              |                                                                              |                                                                            |                                                                            |                                                                            |                                                                            |